# Neomaso angusticeps
Neomaso angusticeps är en spindelart som beskrevs av Alfred Frank Millidge 1985. Neomaso angusticeps ingår i släktet Neomaso och familjen täckvävarspindlar. Inga underarter finns listade i Catalogue of Life.